# Campanula dichotoma
Campanula dichotoma är en klockväxtart som beskrevs av Carl von Linné. Campanula dichotoma ingår i släktet blåklockor, och familjen klockväxter. Inga underarter finns listade i Catalogue of Life.

## Bildgalleri

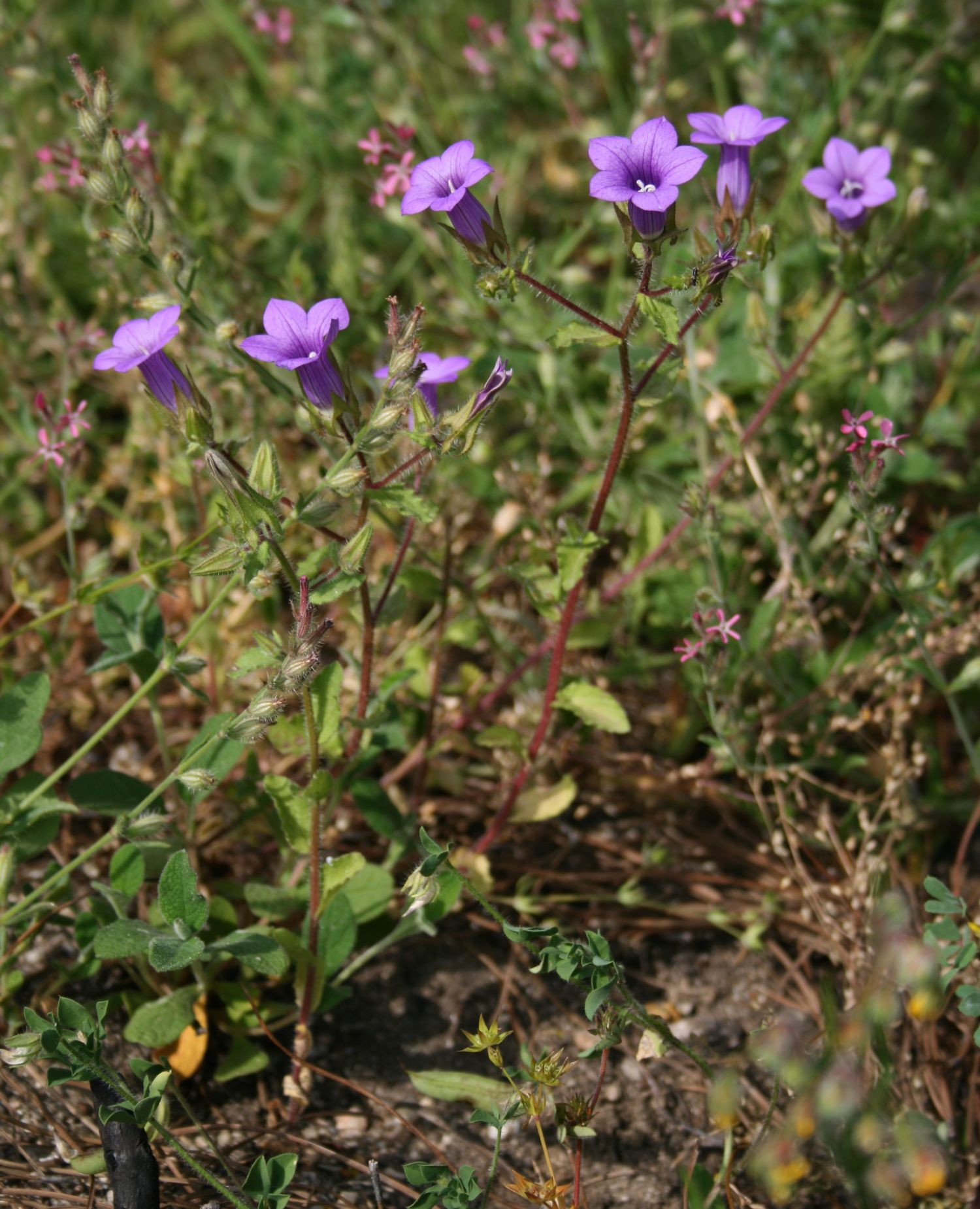